# Dominique – Die singende Nonne
Dominique – Die singende Nonne (Originaltitel: The Singing Nun) ist ein US-amerikanisches Filmmusical über das Leben der belgischen Nonne Sœur Sourire aus dem Jahr 1966 mit Debbie Reynolds in der Titelrolle. Für Regisseur Henry Koster war es sein letzter Film.

## Handlung
Schwester Ann verlässt das Dominikanerkloster in der Nähe von Antwerpen, um einem Samariterorden in einem Armenviertel Brüssels beizutreten. Zur großen Freude der anderen Nonnen liebt sie es, zu singen und auf ihrer Gitarre zu spielen, die sie liebevoll „Schwester Adele“ nennt. Auch Vater Clementi ist von ihren musischen Talenten sehr angetan. Mit dem kleinen Halbwaisen Dominic Arlien, dessen Vater dem Alkohol verfallen ist, freundet sich Schwester Ann in der Folgezeit an und sie komponiert für ihn das Lied Dominique. 
Vater Clementi ist von der Qualität des Lieds beeindruckt und versucht daher Robert Gerarde, den Teilhaber einer Plattenfirma, dazu zu bewegen, sich Schwester Anns Musik anzuhören und das Lied auf einer Platte zu veröffentlichen. Als Gerarde Schwester Ann trifft, erkennt er in ihr sofort seine ehemalige Studienkollegin vom Pariser Konservatorium wieder. Auch er ist von ihrem Talent überzeugt und entschlossen, sie groß rauszubringen. Nachdem er die Erlaubnis der Kirche erhalten hat, mit Schwester Ann ein Album aufzunehmen, wird das Lied Dominique ein weltweiter Erfolg. Sogar der bekannte US-amerikanische Fernsehmoderator Ed Sullivan reist mit seiner Crew nach Brüssel, um Schwester Ann für seine Show zu filmen.
Schwester Ann ist von ihrem unerwarteten Erfolg und auch von Gerardes Annäherungsversuchen verwirrt, weshalb sie Vater Clementi um Rat bittet. Ihr Schützling Dominic verletzt sich unterdessen bei einem Unfall. Schwester Ann betet für ihn und verspricht, ihre Musik aufzugeben und sich wieder ihrer eigentlichen Bestimmung als Nonne zu widmen. Der Junge wird schließlich wieder gesund und zieht mit seinem Vater aufs Land. Schwester Ann geht daraufhin nach Afrika, um in einem Dorf karitative Arbeit zu leisten.

## Hintergrund
Die Handlung des Films basiert zum Teil auf dem wahren Leben der belgischen Nonne Jeanine Deckers, die unter dem Pseudonym Sœur Sourire (dt.: „Schwester des Lächelns“) während der 1960er Jahre mit ihrem Song Dominique Berühmtheit erlangte. Produzent Hayes Goetz war überzeugt, dass ihre Geschichte sich für eine Verfilmung eignen würde. Die römisch-katholische Kirche war über Deckers Ruhm als Popsängerin jedoch weniger erfreut, weshalb der Film fiktionalisiert werden musste. So wurde etwa das Lied Dominique im Film nicht dem Gründer des Dominikanerordens gewidmet, sondern einem kleinen Jungen namens Dominic. Auch wurden Deckers Lieder speziell für den Film von Randy Sparks ins Englische übersetzt. Sparks steuerte zudem zwei eigene Lieder bei. Zu hören sind im Film:
- Dominique (Sœur Sourire/Randy Sparks)
- Sister Adele (Sœur Sourire/Sparks)
- It’s a Miracle (Sœur Sourire/Sparks)
- Beyond the Stars (Sœur Sourire/Sparks)
- A Pied Pier’s Song (Sœur Sourire/Sparks)
- Brother John (Sparks)
- Raindrops (Sparks)
- Je voudrais (Sœur Sourire)
- Mets ton joli jupon (Sœur Sourire)
- Avec toi (Sœur Sourire)
- Alleluia (Sœur Sourire)

Die Weltpremiere fand am 17. März 1966 in New York statt. In Deutschland kam der Film am 29. Juli 1966 in die Kinos. Als Filmmusical war Dominique – Die singende Nonne ähnlich angelegt wie Meine Lieder – meine Träume (1965), aber nicht annähernd so erfolgreich. Die Einnahmen an den Kinokassen waren dennoch zufriedenstellend.
Dominique – Die singende Nonne blieb nicht der einzige biografische Film über das Leben von Jeannine Deckers. Im Jahr 2009 wurde unter der Regie von Stijn Coninx der Film Sœur Sourire – Die singende Nonne mit Cécile de France in der Hauptrolle produziert.

## Kritiken
Trotz „der bezaubernden Musikeinlagen“ sei das Ergebnis „eher schwach und oftmals langatmig“, befand Variety. Laut Bosley Crowther von New York Times sei der Film unter Henry Kosters Regie „zu einer Ansammlung von Künstlichkeiten“ geraten. Er wirke „genauso unrealistisch in seiner romantischen Verklärung einer singenden Nonne wie in seinen Darstellungen durch die sanftäugige Reynolds und die restliche Besetzung“. Greer Garson sei immerhin „strahlend und gütig hinter einem Paar falscher Wimpern und diesen schmelzenden Mrs.-Miniver-Augen“. Dass den Film jemand „unterhaltsam“ finden könnte, sei eher unwahrscheinlich.
Das Lexikon des internationalen Films fand, dass Dominique – Die singende Nonne „[s]entimentale Hollywood-Unterhaltung nach dem Rezept für Schlagerfilme“ biete: „Um ein paar Liedeinlagen ist eine simple Story geflochten, die biografische Nähe aufweisen soll, aber in Gefühlsduselei steckenbleibt“.

## Auszeichnungen
Bei der Oscarverleihung 1967 war Dominique – Die singende Nonne in der Kategorie Beste Filmmusik (Harry Sukman) für den Oscar nominiert. Bei den Laurel Awards landete der Film als Bestes Musical auf dem ersten Platz. Debbie Reynolds machte den zweiten Platz in der Kategorie Beste weibliche Musical-Performance. Agnes Moorehead wiederum sicherte sich den dritten Platz als Beste Nebendarstellerin.

## Deutsche Fassung
Die deutsche Synchronfassung entstand 1966 im MGM-Synchronisations-Atelier Berlin.
| Rolle           | Darsteller        | Synchronsprecher  |
| --------------- | ----------------- | ----------------- |
| Schwester Ann   | Debbie Reynolds   | Ingeborg Wellmann |
| Vater Clementi  | Ricardo Montalbán | Paul Edwin Roth   |
| Mutter Oberin   | Greer Garson      | Tilly Lauenstein  |
| Schwester Cluny | Agnes Moorehead   | Ursula Grabley    |
| Robert Gerarde  | Chad Everett      | Eckart Dux        |
| Nicole Arlien   | Katharine Ross    | Marianne Lutz     |
| er selbst       | Ed Sullivan       | Hans W. Hamacher  |
| Mr. Arlien      | Michael Pate      | Joachim Nottke    |